# J.K. Dobbins
J'Kaylin Dobbins (Houston, Texas, 17 de diciembre de 1998) más conocido como J.K. Dobbins, es un jugador profesional estadounidense de fútbol americano que se desempeña en la posición de running back en Denver Broncos, equipo de la National Football League (NFL).

## Carrera
Fue seleccionado en la segunda ronda en la Reunión Anual de Selección de Jugadores de la NFL de 2020. Hizo su debut profesional con el equipo Baltimore Ravens, donde lleva jugando cuatro temporadas.